# Skręt żołądka

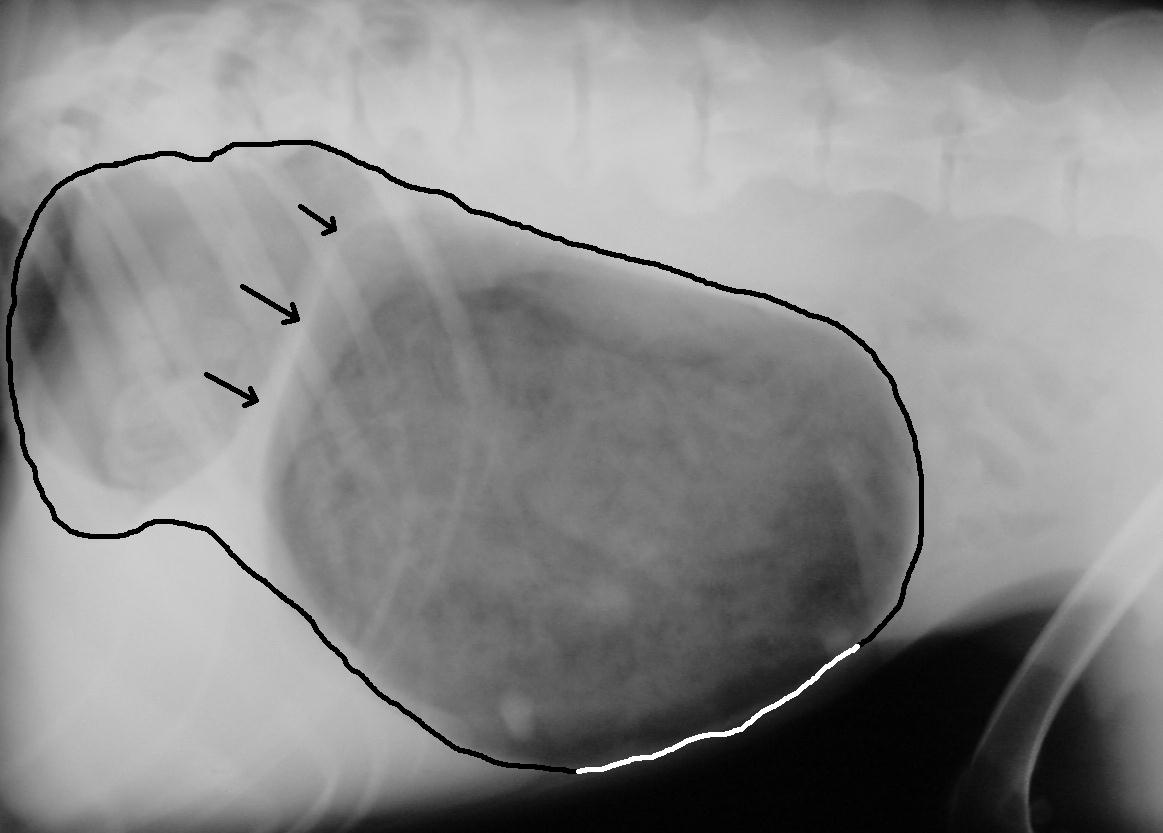
Zdjęcie rentgenowskie uwidaczniające skręt żołądka u boksera

Skręt żołądka – ciężka choroba psów dużych ras.

## Przebieg choroby
Przebieg choroby polega na tym, że w żołądku gromadzą się duże ilości gazu, co powoduje silne rozciągnięcie żołądka i ból. Wypełniony gazami i często fermentującym pożywieniem żołądek ma tendencję do obracania się wokół własnej osi co jest przyczyną zamknięcia wypustu i w konsekwencji prowadzi to do tego, że gazy nie mają ujścia ani do jelita ani do przełyku. Żołądek napierając na otaczające go organy utrudnia oddychanie i doprowadza do pojawienia się lokalnych zaburzeń krążenia krwi.
Następnym stadium jest pogłębiająca się niewydolność nerek, uszkodzenie wątroby, pojawienie się we krwi toksyn oraz przenikanie do krwi bakterii z przewodu pokarmowego co prowadzi do rozwoju pełnoobjawowej sepsy.
Brak rozpoczęcia odpowiedniego leczenia prowadzi do zgonu w ciężkim bólu.

## Przyczyny
Przyczyny do końca nie są znane. Ryzyko staje się podwyższone u psów:
- z „głęboką klatką piersiową”
- które spożywają tylko jeden posiłek dziennie
- które jedzą posiłki z miski postawionej na specjalnym podwyższeniu, a nie na ziemi[1]
- których krewni doznali tego typu schorzenia
- jedzących pośpiesznie i nerwowo, „łykając” przy tym porcje powietrza
- z niedowagą
- powyżej 7 roku życia

## Rasy podatne na skręt
(w kolejności od najbardziej do najmniej zagrożonej):
- Dog niemiecki
- Bernardyn
- Wyżeł weimarski
- Wilczarz irlandzki
- Seter irlandzki
- Akita inu
- Seter szkocki
- Pudel duży
- Basset
- Doberman
- Owczarek staroangielski
- Nowofunland
- Owczarek niemiecki
- Alaskan malamute
- Bokser
- Collie
- Labrador retriever
- Golden retriever
- Rottweiler
- Whippet
- Jamnik

## Objawy
Objawy następują gwałtownie, stan pogarsza się w bardzo szybkim tempie.
Większość skrętów objawia się kilka-kilkanaście minut po spożyciu posiłku, najczęściej wieczorem bądź po południu.
- Nagłe osłabienie
- Utrata świadomości
- Dyszenie
- Gwałtowne powiększenie się jamy brzusznej
- Odbijanie gazów
- Odruch wymiotny niekończący się wymiotami
- Ślinienie się

## Zapobieganie[potrzebnyprzypis]
- Rozkładanie dziennej dawki pokarmu na kilka mniejszych
- Niestawianie miski na podwyższeniu[1]
- Zapewnienie psu spożywania posiłków bez stresów i pośpiechu
- Zapewnienie odpoczynku przed i poposiłkowego minimum 45-60 minut.